# Скайбокс (ложа)

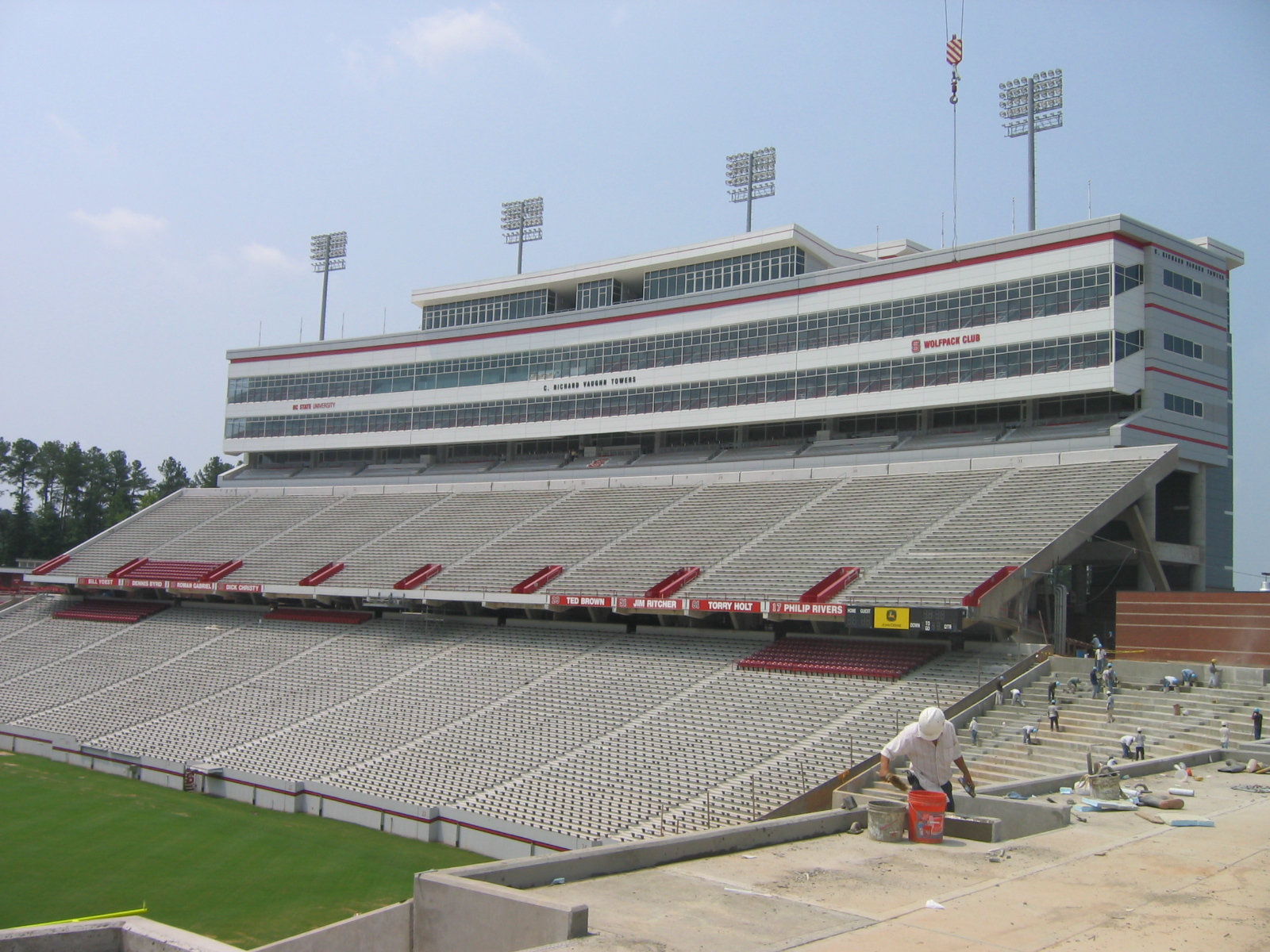
C. Richard Vaughn Towers на Carter-Finley Stadium

Скайбокс (англ. Skybox, также Luxury box) — просторное комфортабельное помещение с панорамным видом на поле стадиона.
Относится к самому эксклюзивному классу мест на аренах и стадионах, приносящих гораздо более высокие доходы, чем обычные места.
В России в 2016 году первые скайбоксы были оборудованы на стадионе «Лужники».